# 别恩诺
别恩诺（義大利語：Bienno），是意大利布雷西亚省的一个市镇。总面积30平方公里，人口3599人，人口密度120.0人/平方公里（2009年）。国家统计（ISTAT）代码为017018。